# Lorazepam
O Lorazepam é um fármaco pertencente a uma classe química conhecida como benzodiazepinas, que possuem como principais propriedades, a inibição de algumas áreas do SNC, diminuindo assim, a geração de estímulos nervosos pelos neurônios e proporcionando um relaxamento muscular, sedação e efeito tranquilizante. 
O Lorazepam é o único benzodiazepínico utilizado como coadjuvante em tratamentos quimioterápicos devido a suas propriedades antieméticas, entretanto desde sua entrada no mercado, em 1977, o Lorazepam tem sido administrado para o tratamento da ansiedade e insônia. 

## Indicações
O Lorazepam é medicamento benzodiazepínico com um potente e acentuado efeito sedativo, indicado principalmente como ansiolítico e para o tratamento da insônia. O Lorazepam também é bastante utilizado em hospitais como um "pré-anestésico" - principalmente em pacientes que irão se submeter a alguma cirurgia - e também quando é necessário mantê-lo em coma induzido. Seu uso para o tratamento da Síndrome do Pânico, em geral é recomendado.

O Lorazepam, também é amplamente indicado para o tratamento de:
- Distúrbio bipolar
- Agorafobia
- Claustrofobia
- Depressão (como coadjuvante de antidepressivos, pois estes, geralmente causam insônia).
- Tratamento de Epilepsia
- Antiemético

## Farmacologia
O Lorazepam é considerado um "benzodiazepínico clássico", pois além de ser um dos que possuem estrutura molecular mais simples, também foi um dos primeiros a serem sintetizados em laboratório, juntamente com o diazepam, clonazepam, oxazepam, nitrazepam, flunitrazepam, bromazepam, flurazepam e clorazepato.
O Lorazepam é quase completamente absorvido após a administração oral. Sua biodisponibilidade, em indivíduos saudáveis é maior que 90% e sua concentração plasmática ocorre em aproximadamente 120 minutos. Sua absorção quando administrado I.M. ou I.V. ocorre em aproximadamente 10 minutos. O volume de absorção é de aproximadamente 1,3 l/kg. O Lorazepam atravessa facilmente a barreira hemato-encefálica por difusão passiva. A taxa de ligação do Lorazepam a proteínas plasmáticas humanas é de aproximadamente 92% na concentração de 160 ng/ml.

## Advertências
O uso de benzodiazepínicos, incluindo o Lorazepam, pode provocar depressão respiratória potencialmente fatal. Por isso, o Lorazepam deve ser usado com cautela em pacientes com comprometimento da função respiratória.
Embora estudos tenham comprovado o risco mínimo de deficiências congênitas em bebês de mulheres tratadas com Lorazepam durante a gravidez, seu uso é altamente desaconselhado. Ficou provado que assim como a maioria dos benzodiazepínicos, o Lorazepam atravessa a placenta e é encontrado em pequenas quantidades no leite materno. Foi constatado também que os efeitos clínicos, bem como seus efeitos colaterais também afetam o feto e não somente a mãe como antes se imaginava, portanto, é possível que, ao nascer, o bebê já tenha desenvolvido tolerância e/ou dependência ao Lorazepam.

## Interações medicamentosas
Os benzodiazepínicos, incluindo o Lorazepam, causam efeitos depressores aditivos no SNC quando administrados concomitantemente a outros depressores do Sistema Nervoso Central como álcool, barbitúricos, antipsicóticos, sedativos/hipnóticos, ansiolíticos,
analgésicos narcóticos, anti-histamínicos sedativos, anticonvulsivantes e anestésicos. O uso concomitante de clozapina e Lorazepam pode provocar sedação intensa, salivação excessiva e ataxia.

## Efeitos colaterais
Dentre os principais efeitos colaterais do Lorazepam, os mais comuns são: sonolência, ataxia, hipotensão, depressão respiratória, fadiga, cefaleia e tonturas.

## Sobredosagem
Os sintomas podem variar em termos de gravidade e incluem sonolência, confusão mental, letargia, disartria, ataxia, reações paradoxais, depressão do Sistema Nervoso Central, hipotonia, hipotensão, depressão respiratória, depressão cardiovascular, coma e muito raramente, a morte.

## Abuso e dependência
O uso de benzodiazepínicos pode causar dependência física e psicológica. O risco de dependência aumenta com doses mais altas e com o uso por períodos mais prolongados e aumenta ainda mais em pacientes com história de alcoolismo ou abuso de drogas/ medicamentos ou em pacientes com transtornos de personalidade significantes. O potencial de dependência é reduzido quando o Lorazepam é utilizado na dose adequada em tratamento a curto prazo.

## Nomes comerciais
- Lorax (laboratório Wyeth) - Brasil
- Ansilor[4] - Portugal
- Lorenin[4] (laboratório Wyeth) - Portugal
- Lorsedal[4] - Portugal
- Ativan- Eua

## História
As Benzodiazepinas foram descobertas acidentalmente em 1954 por Leo Sternbach. A criação das benzodiazepinas foi inicialmente considerada sem importância e foi deixada de lado por mais de um ano. Até que um colega de Sternbach as analisou e percebeu que poderia ser um tipo de fármaco realmente eficaz. Em 1959, o primeiro benzodiazepínico, o Clorodiazepóxido (Librium), chegou no mercado. Lorazepam, foi descoberto pela empresa farmacêutica Wyeth mais tarde e aprovado pela FDA sob a marca Ativan em 30/09/1977, como um medicamento anti-ansiedade, que ainda é utilizado em muitos países